# Râul Corbeni
Râul Corbeni sau Râul Sacalasău este un curs de apă, afluent al râului Valea Fânețelor. 